# 圆果甘草
圆果甘草（学名：Glycyrrhiza squamulosa）为豆科甘草属下的一个种。种加名 squamulosa 意为“像鳞片的”。